# ديفيد مازونشيني
ديفيد مازونشيني (بالفرنسية: David Mazzoncini)‏ (ولد في 16 أكتوبر 1971) هو لاعب كرة قدم فرنسي محترف سابق كان يجيد اللعب في خطي الدفاع والوسط.

## المسيرة الرياضية
ولد في بيرترانغ ولعب مازونشيني لصالح أندية مارتيغ لوهافر وكان وباستيا وتشانغتشون ياتاي وشنتشن ولاس بالماس والسيلية أورليانز وسانت بريفي سانت هيلير.
كان ينتقد كرة القدم في قطر واصفاً اللاعبين بأنهم «دمى» لأصحاب النادي.
تقاعد من كرة القدم في عام 2011 بإقامة مباراة تكريمية على شرفه.